# Сухој Су-6
Сухој Су-6  (рус. Сухой Су-6) је јуришни бомбардер (штурмовик) направљен у Совјетском Савезу у току Другог светског рата. Авион је први пут полетео 1941. године. На бази овог авиона је развијен и висински ловац Су-7 једносед са комбинованим погоном клипним мотором и додатно ракетни мотор. Овај авион је развијен 1944. године и направљен је само један прототип.

## Пројектовање и развој
Пројектовање авиона Су-6 је почело 1939. године и развијан је као јуришни бомбардер који је требало да замени авион Су-2 и његову модификацију Су-4. Конципиран је као нискокрилни једномоторни авион са ваздушним хлађењем. Тактичко-технички захтеви за овај авион су били:
- мотор радијални ваздушно хлађен,
- максимална брзина 435 до 450 km/h,
- долет 800 km,
- наоружање: 2 крилна митраљеза калибра 12,7 mm, 2 крилна митраљеза 7,62 ,
- нормално оптерећење 200 kg бомби, максимално 400 kg бомби,
- посада од 1 члана.
- препоручена дебљина заштитног оклопа 4 до 7 mm,
- заштита треба да обухвати посаду, резервоаре, доњу и задњу страну авиона.

У септембру 1939. године ОКБ Сухој даје предлог јуришног бомбардера са мотором М-88, алтернатива М-71, који је прихваћен 4. марта 1940. године са роком завршетка два протоипа до 15. новембра 1940. године. Авион је завршен тек у децембру 1940. и добио је ознаку Су-6М-71. Први пробни лет је направљен 13. марта 1941. године. Резултати тестирања су показали да авион има много боље карактеристике од оних задатих Тактичко-техничким захтевима.
У току развоја авиона Су-6 направљено је неколико варијанти које су се међусобно разликовале углавном по наоружању или по уграђеном мотору. Преглед варијанти авиона Су-6 и њихових карактеристика приказана је табели Тактичко техничке карактеристика варијанти авиона Су-6 и Су-7.

### Технички опис авиона Су-6
Јуришни бомбардер (штурмовик) Су-6 је био једномоторни једноседи или двоседи конзолни нискокрилац мешовите конструкције. Покретао га је у зависности од типа авиона радијални (звездасти) ваздухом хлађени мотор или линијски течношћу хлађен мотор V распореда цилиндара, постављен у кљун авиона. Авиони који су имали радијалне моторе су имали трокраку металну елису, а авиони са линијским распоредом цилиндара су имали четворокраку металну елису. Посада је седела у затвореном кокпиту који се налазио изнад крила авиона. Код двоседа, иза леђа пилота у истој пространој кабини је седео задњи стрелац који је за одбрану задње сфере авиона имао на располагању митраљез калибра 12,7 mm. Труп авиона је облог попречног пресека полу-монокок конструкције изведене од дрвета, који се сужавао идући ка репу авиона. Крила су била трапезастог облика са кружним завршетком крајева. Нападна ивица крила је била коса, а задња ивица крила је била готово управна на труп авиона. Конструкција крила је била од челика високе еластичности и дуралуминијума, а облога крила авиона од равног Ал-лима. Класични стајни трап је био увлачећи, у току лета се увлачио је предње ноге у крила авиона, испод репног дела авиона је био постављен такође увлачећи мали точак, као трећа тачка ослонца авиона. Авион је био добро наоружан стрељачким наоружањем у зависности од намене авиона (види табеле). Испод сваког крила авион је имао по пет подвесних носача на које су могле да се прикаче бомбе или балистичке ракете.

### Технички опис авиона Су-7(1944)
Још 1940. године у ОКБ Сухој је завршен нацрт ловца за борбу на великим висинама, због непостојања мотора са добрим турбинским компресором, али више због тога што није постојала изразита потреба за оваким авионом одустало се од његове даље разраде. Пробни пилот П. М. Стефановски 1943. године тестирајући авион Су-6М-71Ф и уверивши се у његове изванредне летне карактеристике предложио је да се направи један Су-6 наоружан са два топа калибра 37 mm који би могао бити употребљен за борбу против авиона Хајнкел Хе 111, FW-200 и Јункерс Ju 87. Овај његов предлог није прихваћен вероватно зато што су већ тада постојали ловци Ла-7 и Јак-9 који су се са успехом носили са овим авионима.
Почетком 1944. године потреба за оваквим авионом је постала реална, поред немачких извиђача који су летели на великим висинама, појавили су се и савезнички авиони бомбардер B-29 и ловац Спитфајер XIV којима совјетски ловци нису могли парирати. Стога је П. О. Сухој. добио задатак да предложи идејно решење за овакав авион, а он се определио за модификацију постојећег авиона Су-6, тј. авион једносед без оклопа са радијалним ваздухом хлађеним мотором са два два турбо компресора ТК-3 уз додатак ракетног мотора РД-1-Х3 конструктора В. П. Глушкова
Авион је добио ознаку Су-7 (1944) и као Су-6 био је конзолни нискокрилац мешовите конструкције, имао је труп дрвене конструкције са облогом од шпера и метална крила. Мотор М-82ФН снаге 1.360 kW смештен у кљуну авиона, а ракетним мотором РД-1-Х3 потиска 3kN који је био смештен у труп авиона иза пилота. Ракетни мотор је као гориво користио течно гориво керозин и азотну киселину могао је непрекидно да ради 4 минута с тим што је могао да ради и у прекидима односно кад се појави потреба за убрзањем. Када се користи ракетни мотор потребна дужина полетне стазе је била само 300 метара. Недостатак ракетног мотора је била велика топлотна емисија млазника која је нагоревала труп и оплату авиона. Овај проблем није могао никако друкчије да се реши па је пробушен реп авиона, а млазник избачен скоро пола метра ван авиона (погледај слику). Наоружање авиона су била три топа калибра 20 mm са 370 граната. Један топ је био синхронизован са елисом, а друга два су се налазила у крилима авиона. Максимална брзина авиона Су-7 (1944) је била 705 km/h, плафон лета 12.750 m, а долет 990 km. Први пробни лет је обавио пробни пилот Комаров.
 јануара месеца 1945. године, а испитивање је трајало до децембра исте године. На крају испитивања (18. децембра 1945) је донета одлука да се прекине даљи рад на развоју овог авиона пошто се увидело да комбинација класичног мотора са унутрашњим сагоревањем и ракетног мотора није перспективна за даљи развој авијације те да је неопходна примена турбо млазних мотора у циљу постизања већих висина и брзина.

## Наоружање
| Наоружање авиона: Сухој Су-6   |                             |
| Ватрено (стрељачко) наоружање  |                             |
| Топ                            |                             |
| Број и ознака топа             | 2 х Н-37 Нуделман           |
| Број граната                   | 90                          |
| Калибар                        | 37                          |
| Митраљез                       |                             |
| Број и ознака митраљеза        | (1 х Березин УБ) и 2 х ШКАС |
| Број метака                    | 196 УБ; 1.400 ШКАС          |
| Калибар                        | УБ 12,7 mm; и ШКАС 7,62       |
| Бомбардерско наоружање (бомбе) |                             |
| Укупна маса                    | 400                         |
| Број тачака за подвешавање     | 10                          |
| Ракетно наоружање (ракете)     |                             |
| Број и ознака ракета           | 10 х или 10 х               |

## Тактичко техничке карактеристике варијанти авиона Су-6 и Су-7
| Карактеристика           | Су-6/81 (март 1941) | Су-6/82 (септембар 1941) | Су-6/ВС (јули 1942)   | Су-6M-71Ф (март 1943)             | Су-6 AM-42 (март 1944)            | Су-6 AM-42 (јули 1944)            | Су-7 (1944)        |
| ------------------------ | ------------------- | ------------------------ | --------------------- | --------------------------------- | --------------------------------- | --------------------------------- | ------------------ |
| Дужина (m)                | 9,133               | 9,243                    | 9,243                 | 9,243                             | 9,5                               | 9,5                               | 9,14               |
| Висина (m)                | 3,983               | 3,89                     | 3,89                  | 3,89                              | 3,98                              | 3,98                              | 2,85               |
| Размах крила ()          | 13,5                | 13,5                     | 13,5                  | 13,5                              | 13,58                             | 13,58                             | 13,50              |
| Површина крила ()        | 26,0                | 26,0                     | 26,0                  | 26,0                              | 28,6                              | 28,6                              | 26,0               |
| Тежина празног авиона (kg) | 3.187               | 3.727                    | 3.835                 | 4.110                             | 4.370                             | 4.366                             | 2.600              |
| Максимална тежина (kg)     | 4.297               | 5.450                    | 5.652                 | 5.934                             | 6.200                             | 6.200                             | 4.360              |
| Врста мотора             | клипни-радијални    | клипни-радијални         | клипни-радијални      | клипни-радијални                  | клипни-линијски                   | клипни-линијски                   | клипни + ракетни   |
| Мотори                   | 1 × Швестов М-71    | 1 × Швестов М-71         | 1 × Швестов М-71Ф     | 1 × Швестов М-71Ф                 | 1 × Микулин АМ-42                 | 1 × Микулин АМ-42                 | 1×М-82ФН + РД-1-Х3 |
| Снага (kW)                 | 1 × 1470            | 1 × 1470                 | 1 × 1620              | 1 × 1620                          | 1 × 1470                          | 1 × 1470                          | 1×1360 + 3         |
| Максимална брзина (km/h)     | 566                 | 527                      | 586                   | 514                               | 519                               | 521                               | 705                |
| Плафон лета (m)           | 10.500              | 7.600                    | 8.100                 | 8.100                             | 8.100                             | 8.100                             | 12.750             |
| Долет (km)                 | 700                 | 576                      | 972                   | 972                               | 850                               | 790                               | 990                |
| Брзина пењања (m/min)         | 455                 | 455                      | 471                   | 471                               | 450                               | 450                               | 870                |
| Посада                   | 1                   | 1                        | 1                     | 2                                 | 2                                 | 2                                 | 1                  |
| Стрељачко наоружање      | 6 x 7,62 mm         | 2 x 23 mm 4 x 7,62 mm    | 2 x 37 mm 2 x 7,62 mm | 2 x 37 mm 2 x 7,62 mm 1 x 12,7 mm | 2 x 37 mm 2 x 7,62 mm 1 x 12,7 mm | 2 x 37 mm 2 x 7,62 mm 1 x 12,7 mm | 3 х 20 mm          |

## Оперативно коришћење
Авиона Су-6 и Су-7(1944) је произведено свега 10 примерака. Иако је Су-6 по својим карактеристикама био бољи од свог конкурента Ил-2 није се серијски производио из два разлога један је: Ил-2 је добро обављао свој задатак и постојала је уходана серијска производња па се није желело ризиковати увођењем новог авиона у производњу, а други је: производња мотора М-71Ф за авион Су-6 је била недовољна јер су ови мотори уграђивани у ловце, а они су имали предност. Авион Су-7 је током тестирања показао неперспективност комбинованог погона авиона (клипни мотор + ракетни) и тиме завршио своју улогу (не безначајну, као и авион Су-5) у историји ваздухопловства.

## Земље које су користиле овај авион
- СССР